# أسا أندرو
أسا أندرو (بالإنجليزية: Asa Andrew)‏ هو طبيب ومتحدث تحفيزي أمريكي، ولد في 17 مايو 1971 في هيندرسونفيل في الولايات المتحدة.